# Cheek
Cheek (настоящее имя — Яре Хенрик Тиихонен, фин. Jare Henrik Tiihonen); род. 22 декабря 1981, Вантаа, Финляндия) — финский рэпер.
В ноябре 2017 года заявил об окончании сценической карьеры в связи «с потерей частной жизни и проявлениями негатива в свой адрес». Последний концерт исполнителя состоится 25 августа 2018 года в городе Лахти[уточнить].

## Биография
Яре родился 22 декабря 1981 года в городе Вантаа. Яре начал писать свои стихи в 17 лет. В 2000 году стал участником рэп-группы 5th Elementiin. Его псевдоним Cheek появился, когда он учился в школе, так его прозвали из-за формы щеки. Cheek выпустил первые два студийных альбома на английском языке, часть песен в двух альбомах на финском. В 2003 году Cheek подписал контракт с звукозаписывающей компанией Sony Music Entertainment. В 2004 году Cheek выпустил альбом «Avaimet mun kulmille» и были выпущены три песни: Avaimet mun kiesiin, Raplaulajan vapaapäivä и Avaimet mun himaan. Этот альбом занял 19 место в хит-параде среди альбомов Финляндии, а потом этот альбом получил статус золотого диска.
Через год Cheek выпустил «Käännän sivuu», этот альбом смог повторить успех предыдущего альбома и также получил статус золотого диска.
В 2009 году Cheek выпустил восьмой альбом, названный в честь себя «Jare Henrik Tiihonen». В том же году выпустил видеоальбом с его сольного концерта Jare Henrik Tiihonen (DVD). В 2010 году выпустил девятый альбом с тем же названием «Jare Henrik Tiihonen 2»
19 ноября 2013 года, Cheek провел пресс-конференцию, на которой он объявил, что он проведет концерт на Олимпийском стадионе. В августе 2014 года, Cheek стал первым финским артистом, который пел внутри этого стадиона.

## Личная жизнь
Cheek живёт в Хельсинки

## Дискография
- 2001 — Human & Beast
- 2002 — 50/50
- 2003 — Pitää pystyy elää
- 2004 — Avaimet mun kulmille
- 2005 — Käännän sivuu
- 2007 — Kasvukipuja
- 2008 — Kuka sä oot
- 2009 — Jare Henrik Tiihonen
- 2010 — Jare Henrik Tiihonen 2
- 2012 — Sokka irti
- 2013 — Kuka muu muka
- 2015 — Alpha Omega